# Folna kislina
Folna kislina (imenovana tudi vitamin B9 in folacin) in folat (oblika, prisotna v naravi) sta vodotopni obliki vitamina B9. Ime izhaja iz latinske besede folium, kar pomeni list. Listnata zelenjava je tudi glavni vir folne kisline v prehrani.
Folna kislina je pomembna pri številnih procesih v človeškem organizmu – pri sintezi, popravljanju in metilaciji DNK, poleg tega sodeluje kot koencim pri biokemijskih reakcijah v telesu, kjer se prenašajo skupine z enim ogljikovim atomom. Še posebej pomembna je pri hitrih celičnih delitvah in rasti v nosečnosti in otroštvu.
Folna kislina je pogosta sestavina prehranskih dopolnil. Uživanje tega vitamina je priporočeno zlasti za nosečnice.

## Biološka vloga
Folna kislina postane biološko aktivna šele po pretvorbi v tetrahidrofolat (THF). THF nastane v jetrih z redukcijo dihidrofolata. Pri tej pretvorbi kot katalizator sodeluje dihidrofolat reduktaza. Dihidrofolat je reducirana oblika folata. 

### Sinteza DNK in celična delitev
Folat je nujno potreben pri sintezi novih celic, DNK in RNK ter pri preprečevanju poškodb DNK. Tetrahidrofolat prenaša skupine z enim ogljikovim atomom pri reakcijah metilacije in pri sintezi DNK. Ob pomanjkanju folata je ovirana celična delitev, s tem tudi eritropoeza – nastajanje rdečih krvnih celic, kar vodi do megaloblastne anemije. Zanjo so značilne velike nezrele rdeče krvne celice.

### Sinteza nukleotidov in aminokislin
Derivati folne kisline so substrati pri vrsti reakcij s prenosom enega ogljikovega atoma, sodelujejo pa tudi pri sintezi nukleotidov dTMP (2'-deoksitimidin-5'-fosfat) in dUMP (2'deoksiuridin-5'-fosfat). Od tega je odvisen nastanek DNK in njegovo podvojevanje. 
THF je pomemben substrat v reakciji, ki vključuje vitamin B12. THF sprejme metilensko skupino od formaldehida, serina ali glicina. Z redukcijo se metilen-THF spremeni v metil-THF. Edini prejemnik te metilne skupine je vitamin B12, ki jo odda naprej homocisteinu. V primeru pomanjkanja vitamina B12 ostane folat ujet v obliki metil-folata, kar ovira potek reakcij, v katerih THF sodeluje. 
Veliko število učinkovin interagira z biosintezo folne kisline in tetrahidrofolata. Med temi so inhibitorji dihidrofolat reduktaze (trimetoprim, pirimetamin in metotreksat) in sulfonamidi (kompetitivni inhibitorji dihidropteroat sintetaze).

## Folat v hrani
Človeški organizem ne more sam proizvajati folne kisline, zato jo mora pridobiti s hrano. Bogat vir folata je zelena zelenjava, na primer zelena solata, špinača, brokoli, brstični ohrovt. Večje količine se nahajajo tudi v cvetači, fižolu, grahu, repi, sončničnih semenih in sadju (banane, jagode, grenivke, maline, pomaranče). Veliko ga vsebujejo še jetra in kvas.
Folat, ki ga najdemo v hrani, je občutljiv na povišane temperature, svetlobo, oksidacijo in je topen v vodi. Zato je priporočljivo, da živil, ki vsebujejo folat, ne kuhamo predolgo. 
V številnih državah po svetu so uvedli dodajanje folne kisline v hrano. 
V ZDA je Agencija za hrano in zdravila (FDA) leta 1996 objavila predpise v zvezi z dodajanjem folne kisline obogatenemu kruhu, kosmičem, moki, koruznemu zdrobu, testeninam, rižu in drugim žitnim izdelkom. Zahteva je začela veljati 1998. leta in je namenjena zlasti zmanjševanju tveganja za okvare nevralne cevi pri novorojenčkih.

## Priporočeni dnevni odmerki
|     | Ženske       | Nosečnice    | Moški        |
| --- | ------------ | ------------ | ------------ |
| RDA | 400 mcg DFE  | 600 mcg DFE  | 400 mcg DFE  |
| UL  | 1000 mcg DFE | 1000 mcg DFE | 1000 mcg DFE |

RDA (recommended daily amount) – priporočen dnevni odmerek (v mikrogramih)
UL (upper intake level) - zgornja meja vnosa
DFE (dietary folate equivalent) - 1 DFE je enota, ki ustreza 1 mikrogramu folata v hrani oziroma 0,6 mikrograma folne kisline v prehranskem dopolnilu (če je dopolnilo vzeto na prazen želodec, ustreza 1 DFE 0,5 mikrograma folne kisline)

## Vpliv folne kisline na zdravje in (pozitivni) učinki pri boleznih

### Nosečnost
Vnos folne kisline je pomemben za ženske, ki zanosijo. Raven folata v krvi nosečnice pade zaradi povečane sinteze rdečih krvnih celic v prvi polovici nosečnosti in zaradi zahtev ploda v drugi polovici. V prvih štirih tednih nosečnosti je folat potreben za pravilen razvoj možganov, lobanje in hrbtenjače. Ob pomanjkanju folne kisline se zarodkova nevralna cev ne zapre pravilno. Posledice tega so okvare v hrbtenici (spina bifida), lobanji in možganih. Dokazano je, da jemanje 400–600 mikrogramov folne kisline na dan od časa tik pred zanositvijo do tretjega meseca nosečnosti zmanjša tveganje za nastanek omenjene nepravilnosti. V času nosečnosti se priporoča višja raven vnosa folne kisline kot v drugih obdobjih. Priporočljiva raven vnosa folne kisline v času nosečnosti je tako 1mg.   
Študije dokazujejo tudi, da zadosten vnos folne kisline v zgodnji nosečnosti zmanjšuje tveganje za srčno-žilne okvare, razcepljeno ustnico (helioshizo oz. »zajčjo ustnico«), malformacije udov in nepravilnosti urinarnega trakta. 
Observacijska študija avtorice Hernandez-Diaz S. in sodelavcev je ocenjevala izpostavljenost nosečnic antagonistom folne kisline. Le-te so razdelili na dve skupini:
- zaviralci  encima dihidrofolat reduktaze (aminopterin, metotreksat, trimetoprim)
- antagonisti folne kisline, ki zavirajo delovanje katerega od ostalih encimov v metabolizmu folatov, poslabšajo  absorpcijo ali znižajo koncentracijo folatov (predvsem antiepileptiki: karbamazepin, fenitoin, fenobarbital).

V študijo je bilo vključnih 3780 dojenčkov z okvarami v srčno-žilnimem sistemu, 1962 dojenčkov z razcepljeno ustnico, 1100 dojenčkov z nepravilnostmi urinarnega trakta in 8387 dojenčkov s prirojeno okvaro, ki ni posledica dodajanja vitaminov k prehrani (kontrolna skupina). Z materami so 6 mesecev po porodu opravili pogovor o njihovem zdravljenju med nosečnostjo.
Študija je potrdila, da je relativno tveganje za srčno-žilne okvare in razcepljeno ustnico pri dojenčkih, katerih matere so uživale zaviralce dihidrofolat reduktaze v drugem in tretjem mesecu po zadnji menstruaciji 3,4 (95% interval zaupanja: 1,8-6,4); pri dojenčkih, katerih matere zaviralcev niso uživale pa 2,6 (95% interval zaupanja: 1,1-6,1).
Relativno tveganje, da se bodo pri dojenčku po materini izpostavljenosti antiepileptikom pojavile srčno-žilne okvare znaša 2,2 (95% interval zaupanja: 1,4-3,5), razcepljena ustnica 2,5 (95% interval zaupanja: 1,5-4,2) in nepravilnosti urinarnega trakta 2,5 (95% interval zaupanja: 1,2-5,0).

V retrospektivno študijo avtorja Matok I. in sodelavcev so bile vključne vse ženske, ki so med letoma 1998 in 2007 rodile v bolnišnici v južnem delu  Izraela. Od 117960 porodov je bilo 527 nosečnic izpostavljenih enemu ali več antagonistom folne kisline. 349 nosečnic je uživalo zaviralce dihidrofolat reduktaze, 179 pa ostale antagoniste folne kisline. Študija je pokazala, da izpostavljenost antagonistom folne kisline zviša tveganje za večje okvare pri rojstvu [2,43 (95% interval zaupanja: 1,92-3,08)]. Relativno tveganje za dojenčke, katerih matere so bile izpostavljene antagonistom folne kisline, je za nepravilno zaraščenje nevralne cevi ploda 6,30 (95% interval zaupanja: 4,34-9,15), za srčno-žilne okvare pa 1,76 (95% interval zaupanja: 1,05-2,95). Zaviralce dihidrofolat reduktaze povezujejo tudi s povečanim tveganjem za nepravilnosti urinarnega trakta [3,05 (95% interval zaupanja: 1,13-8,23)].

Rezultati obeh študij potrjujejo, da lahko uporaba antagonistov folne kisline v prvih treh mesecih nosečnosti poveča tveganje za okvare srčno-žilnega sistema, razcepljeno ustnico, malformacije udov in nepravilnosti urinarnega trakta ploda pri nosečnicah, ki ne uživajo zadostne količine folne kisline. Uporaba prehranskih dopolnil, ki vsebujejo folno kislino zmanjša škodljive učinke zaviralcev dihidrofolat reduktaze, ne pa tudi učinkov antiepileptikov, ki lahko povečajo nevarnost za prirojene okvare/malformacije. 

### Srčnožilne bolezni
V ZDA ocenjujejo, da bi lahko s povečanim vnosom folne kisline vsako leto preprečili 13.500 smrti povezanih z boleznijo koronarnih arterij. Po navedbah American Heart Association se je z uvedbo dodajanja folne kisline v hrano pojav ishemične bolezni srca in možganske kapi zmanjšal za 10 do 15 odstotkov. Zadostne količine folata, vitamina B12 in vitamina B6 lahko znižujejo koncentracijo homocisteina, ki je sicer normalno prisoten v krvi. Homocistein je aminokislina, ki je v povišanih koncentracijah dejavnik tveganja za aterosklerozo in srčno kap. Nekatere študije kažejo, da visoke količine homocisteina poškodujejo koronarne arterije, pospešijo agregacijo trombocitov in nastanek strdka. Ni pa še trdnih dokazov, da zmanjšanje koncentracije homocisteina z vitamini dejansko zmanjša tveganje za srčne bolezni. Ena študija celo nakazuje, da naj bi folna kislina v kombinaciji z vitaminom B12 povečala nekatera srčnožilna tveganja.
Zaključki študije iz leta 2005 so, da je folna kislina varno in učinkovito dopolnilo, ki vpliva na elastičnost velikih arterij in lahko prepreči izolirano sistolično hipertenzijo.
Strokovnjaki za srce z Medicinskega centra Johnsa Hopkinsa so podprli uporabo folne kisline v terapevtske namene, vseeno pa so posvarili pred samozdravljenjem z visokimi odmerki folne kisline.  

### Možganska kap
Folna kislina naj bi zmanjšala tveganje za možgansko kap, kar je povezano s padcem pulznega tlaka, ki ga povzroči uživanje folne kisline. Povišan krvni tlak je namreč eden glavnih dejavnikov tveganja za možgansko kap.

### Rak
Povezava med folno kislino in rakom je kompleksna in rezultati študij so si velikokrat nasprotujoči. Nekatere raziskave povezujejo folno kislino z zmanjšanjem tveganja za pojav raka, so pa ti ugodni učinki odvisni od časa jemanja in individualnih razmer. Tako je lahko za rakave bolnike folna kislina celo škodljiva. Folna kislina naj bi igrala dvojna vlogo v razvoju raka; nizki odmerki ščitijo pred zgodnjo kancerogenezo, nasprotno jo visoki pospešijo, če je le-ta že napredovana. 
Diete, bogate s folno kislino, povezujejo z zmanjšanjem pojava kolorektalnega raka. Po enih podatkih naj bi bil učinkovitejši folat iz hrane, po drugih pa folna kislina iz prehranskih dopolnil – le-ta ima namreč večjo biološko uporabnost. 

### Debelost
Folna kislina povečuje lipolizo v adipocitih in lahko ima vlogo pri preprečevanju debelosti in sladkorne bolezni tipa 2. V ta mehanizem so vključeni beta adrenoreceptorji v trebušnih adipocitih. Folna kislina lahko zmanjša tudi kopičenje holesterola v jetrih in v krvi, kar je morebiti posledica njene vloge pri vključevanju holesterola v žolčne kisline. Potrjeno je bilo, da prehranska dopolnila s folno kislino povečajo proizvodnjo in tok žolčnih kislin.

### Depresija
Obstaja nekaj dokazov o povezavi med pomanjkanjem folata in depresijo. Klinične študije, v katerih so poleg antidepresivov aplicirali še folno kislino, so pokazale pozitivne učinke. So pa dokazi zaenkrat preveč omejeni, da bi to prešlo v rutinsko zdravljenje depresije. Folna kislina deluje antidepresivno zaradi učinka na noradrenalinske in serotoninske receptorje v možganih.

### Spomin in umske sposobnosti
Triletna študija, v katero je bilo vključenih 818 ljudi, starejših od 50 let, je pokazala, da so se pri osebah, ki so prejemali 800 mikrogramov folne kisline dnevno, izboljšali kratkoročni spomin in umske sposobnosti.

### Plodnost
Folat je potreben za plodnost moških in žensk. Pri moških prispeva k spermatogenezi, pri ženskah pa k zorenju oocitov, vgnezditvi jajčeca in nastanku placente.

### Sladkorna bolezen tipa 1
Sladkorni bolniki tipa 1 imajo nižje plazemske koncentracije folne kisline, zato jim prehranska dopolnila s folno kislino koristijo.

### Degeneracija rumene pege
Uporaba prehranskih dopolnil, ki vsebujejo folno kislino, piridoksin in cianokobalamin naj bi zmanjšala tveganje za starostno degeneracijo rumene pege.

### Menopavza
Prehranska dopolnila s folno kislino olajšajo vročinske oblive pri ženskah v menopavzi.

### Prikritje pomanjkanja vitamina B12
Pri megaloblastnih anemijah je zelo pomembno ločiti anemijo zaradi pomanjkanja vitamina B12 od anemije zaradi pomanjkanja folata. Dodajanje folne kisline pri pomanjkanju vitamina B12 sicer lahko popravi anemijo, vendar lahko hkrati prikrije to pomanjkanje in s tem povzroči akutno propadanje živčnih celic.

## Pomanjkanje folata v organizmu
Do pomanjkanja pride, če vnos folata ni zadosten glede na povečane potrebe oziroma če se poveča njegova izguba. Tudi učinkovine, ki se vpletajo v metabolizem folata, povečajo potrebe po tem vitaminu in predstavljajo tveganje za pomanjkanje.
Stanja in bolezni, pri katerih so povečane potrebe po folni kislini:
- nosečnost in dojenje
- obdobje rasti
- alkoholizem
- malabsorpcija
- jetrne bolezni
- določene vrste anemij

Pomanjkanje folata lahko povzroči anemijo, vnetje jezika (glositis), drisko, depresijo, zmedenost ter povečano tveganje za srčnožilne bolezni in prezgodnji porod. Novorojenčki imajo nizko porodno težo in okvare hrbteničnega kanala (nevralne cevi). Pri otrocih se upočasni rast.